# Мамаинде
Мамаинде, также известен как южный намбиквара (Mamaindê) - намбикварский язык, на котором говорят в штатах Мату-Гросу, Рондония в Бразилии, в самой северной части местного заповедника, в резервации Вали-ду-Гуапоре, между реками Парду и Кабиши, а также в южной части местного заповедника найдены носители языков сабане и южный намбиквара.

## Разновидности
У языка мамаинде есть несколько диалектов:
- Алапмунте (Alapmunte).
- Лаконде (Lakondê) распространён в деревне Вильена штата Рондония.
- Латунде (Latundê, Leitodu) распространён в местном заповеднике Айкана-Латунде штата Рондония.
- Мамаинде (Mamaindé) распространён между реками Кабиши и Пардо в штате Мату-Гросу.
- Таванде (Da’wan’du, Tawaindê, Tawandê) распространён в деревне Пиринеус-де-Соуза, около города Вильена, штата Рондония.
- Ялакалоре (Yalakalore).

## Фонология

### Гласные
|                       | Передний ряд | Задний ряд |
| Неокругленные         | Округленные  |            |
| --------------------- | ------------ | ---------- |
| Верхний подъём        | i            | u          |
| Средне-верхний подъём | e            | o          |
| Нижний подъём         | a            |            |

### Согласные
|           |           | Губ.-губ. | Альвеоляр. | Палат. | Веляр. | Глот. |
| --------- | --------- | --------- | ---------- | ------ | ------ | ----- |
| Нос.      | Нос.      | m         | n          |        |        |       |
| Взрыв.    | Простые   | p         | t          |        | k      | ʔ     |
| Взрыв.    | Придых.   | pʰ        | tʰ         |        | kʰ     |       |
| Фрикатив. | Фрикатив. |           | s          |        |        | h     |
| Аппрокс.  | Аппрокс.  |           | l          | j      | w      |       |